# Гришино (Дмитровський міський округ)
Гри́шино (рос. Гришино) — присілок у складі Дмитровського міського округу Московської області, Росія.

## Населення
Населення — 40 осіб (2010; 40 у 2002).
Національний склад (станом на 2002 рік):
- росіяни — 92 %